# Herpes simplex
Herpes simplex virus (HSV) är ett virus som infekterar människor och tillhör familjen Herpesviridae. Det kan ge olika typer av sjukdom beroende på vilken del av kroppen som drabbas. Smitta sker via direktkontakt med blåsor på hud/slemhinna eller kroppsvätskor, t.ex. genom saliv och sexuellt umgänge. HSV ger typiska så kallade herpesutslag särskilt runt mun, läppar och ansikte men även på könsorganen. 
Efter en förstagångsinfektion med HSV, som kan vara kraftigt symtomgivande, lägger sig viruset latent (vilande) i kroppens sensoriska ganglier (nervknutor). Vid stress, bakteriella eller virala infektioner (till exempel en förkylning), kraftig exponering för ultraviolett ljus (solljus eller solarium) kan viruset reaktiveras och ge symtom på nytt. En del får aldrig några symtom av viruset trots att det finns i kroppen.  
Två typer av HSV existerar, HSV-1 och HSV-2. HSV-1 ger vanligen symtom i ansikte, mun, ögon, i CNS (centrala nervsystemet). HSV-2 ger vanligen upphov till genital herpes (könsherpes). Båda typerna kan dock ge infektion på alla ställen. Inkubationstiden är 2 - 20 dygn för båda typer. 
I Sverige är 70-80 procent av den vuxna befolkningen smittade med HSV-1, i världen varierar det mellan 60 och 90%. Smitta sker vanligen under spädbarnsåren, genom nära kontakt mellan mor och barn. Oftast sker en HSV-2-infektion senare i livet, efter debut av sexuell aktivitet.  
Nedan följer beskrivningar av några manifestationer av HSV-infektion: 

## Labial herpes
Kallas också oral herpes. Den vanligaste typen av HSV-manifestation, oftast orsakad av HSV-1. Blåsor/sår i mungipa eller på läppar. Ofta smärtsamt och många känner en stickande känsla i huden precis innan blåsorna dyker upp. Vid en förstagångsinfektion drabbas en del av en mer intensiv infektion, herpesgigivostomatit. Detta är vanligare hos barn och ger en mer utbredd blåsbildning och sår i munnen, på tungan och i tandköttet, ibland också feber.

## Genital herpes
Blåsor/sår på könsorgan, oftast orsakad av HSV-2. Kondom minskar risken för att bli smittad av genital herpes simplex, men skyddar inte helt eftersom blåsor kan sitta på ställen som inte täcks av kondomen. Smittsamheten är högst då synliga blåsor och sår föreligger, men smitta kan även ske i helt symptomfritt skede. Pågående genital herpes ökar risken för smitta av HIV om den ena parten är HIV-infekterad.

## Herpesinfektion i centrala nervsystemet
HSV-1 kan i ovanliga fall orsaka hjärninflammation; herpesencefalit, genom att vandra via kranialnerver. Detta tillstånd har betydande dödlighet trots behandling, och ger i många fall neurologiska restsymtom.
HSV-2 kan orsaka hjärnhinneinflammation; meningit, vilket har ett godartat förlopp och läker ut av sig självt.

## Neonatal herpes
Gravida kvinnor med pågående genital herpes löper risk att överföra viruset till sitt barn vid förlossningen, särskilt vid förstagångsinfektion med genital herpes. Om den gravida kvinnan har ett reaktiverad herpesinfektion är risken för smitta mycket lägre, eftersom mamman då har hunnit få antikroppar mot viruset som överförts till barnet. Om en kvinna har pågående herpesutbrott vid förlossning (förstagångsinfektion eller recidiv), kan obstetriker välja att förlösa med kejsarsnitt för att minska risken för smitta till barnet.
Det nyfödda barnet kan få en mycket allvarlig infektion, som är potentiellt dödlig och ofta ger svåra resttillstånd. Hos en del spädbarn infekteras framför allt hud, ögon och mun, men andra får en spridd infektion i flera organ och en del kan får encefalit. 

## Diagnostik
Herpes simplex på hud eller slemhinna kan ofta diagnostiseras genom klinisk undersökning eftersom utslagen har ett typiskt utseende. Vid behov kan prov från det infekterade stället (t.ex. hud, slemhinna, ryggmärgsvätska) analyseras med PCR för att leta efter virusets DNA.

## Läkemedelsbehandling
Läkemedel kan användas för att behandla den akuta infektionen och förkorta tiden som man har symtom - däremot kan man inte behandla bort viruset helt och hållet, det kommer fortfarande att ligga latent i kroppen efter behandlingen. Flera olika antivirala läkemedel existerar för att behandla herpesinfektioner, exempelvis Aciclovir som är en hämmare av ett visst virusenzym. Aciclovir kan användas i form av kräm, tas som tabletter, eller ges intravenöst beroende på infektionens svårighetsgrad. Andra varianter på samma läkemedel heter Valaciklovir och Famciclovir. 
Flera läkemedelsföretag arbetar på att utveckla bättre läkemedel och framställa ett vaccin mot HSV, men ännu existerar inget vaccin för bred användning. Man arbetar även på att utveckla nya antivirala läkemedel som exempelvis Pritelivir.